# Косьцельна-Ґура
Косьцельна-Ґура (пол. Kościelna Góra) — село в Польщі, у гміні Нова-Суха Сохачевського повіту Мазовецького воєводства.
Населення — 216 осіб (2011).
У 1975-1998 роках село належало до Скерневицького воєводства.

## Демографія
Демографічна структура станом на 31 березня 2011 року:
|          | Загалом | Допрацездатний вік | Працездатний вік | Постпрацездатний вік |
| -------- | ------- | ------------------ | ---------------- | -------------------- |
| Чоловіки | 105     | 24                 | 68               | 13                   |
| Жінки    | 111     | 29                 | 60               | 22                   |
| Разом    | 216     | 53                 | 128              | 35                   |